# Alexander Wolf (Biathlet)
Alexander „Ali“ Wolf (* 21. Dezember 1978 in Schmalkalden) ist ein ehemaliger deutscher Biathlet und heutiger Biathlontrainer. Er betreut seit 2024 die Juniorinnenauswahl (U22) des Deutschen Skiverbands (DSV).
Während seiner aktiven Karriere von 1998 bis 2012 gewann Wolf zwei Bronzemedaillen bei den Biathlon-Weltmeisterschaften 2008 und insgesamt drei Rennen im Biathlon-Weltcup.

## Werdegang
Alexander Wolf begann als 7-Jähriger im Januar 1986 mit dem Biathlon. Er trainierte beim WSV Oberhof 05 und bestritt sofort seinen ersten offiziellen Wettkampf in Trusetal. Ab 1991 besuchte er das Skigymnasium Oberhof, wo er 1997 sein Abitur machte. Danach begann er eine Ausbildung beim Bundesgrenzschutz, ab 2005 Bundespolizei, die er im Jahr 2002 als Polizeihauptmeister beendete.
1997 und 1998 nahm er in Forni Avoltri und Valcartier an den Juniorenweltmeisterschaften teil. Dort gewann er mit den Staffeln jeweils die Goldmedaille bzw. die Silbermedaille im Teamwettkampf. Weiterhin gewann er 1997 in Windischgarsten mit der Staffel die Goldmedaille bei den Junioreneuropameisterschaften.
In der Saison 1998/99 bestritt er sein erstes Weltcuprennen in Hochfilzen. In seinem ersten Jahr im Weltcup war sein bestes Ergebnis ein 10. Platz im Sprint in Osrblie. Im Februar 1999 gewann er bei den Europameisterschaften im russischen Izhevsk zwei Goldmedaillen im Sprint und mit der Staffel.
Ein Jahr später war er nach guten Ergebnissen im Weltcup zum ersten Mal bei Weltmeisterschaften am Start. Er beendete das Einzelrennen über 20 km mit dem 8. Platz.
In der Saison 2000/01 schaffte er es nicht sich für die WM zu qualifizieren. Durch gute Ergebnisse im Weltcup konnte er sich im Jahr 2002 für die Olympischen Winterspiele in Salt Lake City/USA qualifizieren.
In der Saison 2002/03, konnte er in Lahti seinen ersten Sieg im Weltcup erringen. In den Jahren 2003, 2004, 2005, 2007, 2008 und 2009 nahm er jeweils an den Weltmeisterschaften teil.
In der Saison 2005/06 gelangen ihm ein weiterer Weltcupsieg und einige Podestplätze, die ihm zwischenzeitlich die Führung im Gesamtweltcup einbrachten. Bei den Olympischen Spielen 2006 in Turin/ITA war er bei drei Rennen am Start. Seine beste Platzierung dort war der 8. Platz beim Massenstart. Mit guten Ergebnissen und Podestplätzen war die Saison 2007/08 seine bisher erfolgreichste, vor allem durch die Biathlon-WM 2008. Im schwedischen Östersund holte er in der Verfolgung und mit der Staffel jeweils Bronze. Auch an den Winterspielen in Vancouver nahm Wolf teil und belegte im Einzel den 24. Platz. Seinen bisher letzten Podestplatz im Weltcup erreichte er im März 2011 in Oslo.
Da sich Wolf im Sommer 2011 eine Verletzung des Fußwurzelknochens zugezogen hat, musste er sich einem operativen Eingriff unterziehen. Dieser bedingte einen mehrmonatigen Trainingsausfall, sodass er in der Saison 2011/12 nicht im Weltcup startete. Auch in der folgenden Saison erholte sich Wolf nicht ganz von den Folgen seiner Verletzung und konnte sich nicht ins Team zurückkämpfen. Im März 2013 beendete er daraufhin seine Karriere.

### Trainerlaufbahn
Nach dem Karriereende wurde Wolf von der Bundespolizei beurlaubt. Er absolvierte eine Trainerausbildung in Köln und arbeitete im Nachwuchsbereich in Oberhof, zuletzt am Sportgymnasium. Zur Saison 2020/21 wurde er von Swiss-Ski als Nachfolger von Jörn Wollschläger zum Nationaltrainer der Schweizer Männer ernannt. Nach zwei Jahren beendete er im Frühjahr 2022 sein Engagement, da seine Beurlaubung bei der Bundespolizei endete und er eine Stelle an der Bundespolizeisportschule Bad Endorf erhielt, wo er die Sportler während ihrer Ausbildung betreut. Zusätzlich übernahm er zur Saison 2024/25 beim Deutschen Skiverband als Nachfolger von Andreas Birnbacher die Lehrgangsgruppe 2a (U22) der Frauen.

## Persönliches
Wolfs Vater Karl-Heinz war ebenfalls Biathlet sowie Funktionär der Internationalen Biathlon-Union.
Alexander Wolf beriet die Schriftstellerin Ina May, die unter dem Titel Der 6. Fehler einen Kriminalroman verfasste, dessen Handlung im Milieu des Spitzen-Biathlons angesiedelt ist.

## Sportliche Erfolge
Olympische Spiele
- 2002: 34. Platz (Einzel)
- 2006: 14. (Sprint), 19. (Verfolgung), 8. (Massenstart)
- 2010: 24. Platz (Einzel)

Weltmeisterschaften
- 2008: 2 × Bronze (Verfolgung, Staffel)

Europameisterschaften
- 1999: 2 × Gold (Sprint, Staffel)
- 2001: 1 × Gold (Staffel)

Weltcup
- acht Siege, davon drei Einzelsiege
- fünf zweite Plätze
- fünf dritte Plätze
- 12. Platz Gesamtwertung 2005/06
- 14. Platz Gesamtwertung 2007/08
- 19. Platz Gesamtwertung 2008/09

Juniorenweltmeisterschaften
- 1997: 1 × Gold (Staffel)
- 1998: 1 × Gold (Staffel), 1 × Silber (Team)

Junioreneuropameisterschaften
- 1997: 1 × Gold (Staffel)

## Biathlon-Weltcup-Platzierungen
Die Tabelle zeigt alle Platzierungen (je nach Austragungsjahr einschließlich Olympische Spiele und Weltmeisterschaften).
- 1.–3. Platz: Anzahl der Podiumsplatzierungen
- Top 10: Anzahl der Platzierungen unter den ersten zehn (einschließlich Podium)
- Punkteränge: Anzahl der Platzierungen innerhalb der Punkteränge (einschließlich Podium und Top 10)
- Starts: Anzahl gelaufener Rennen in der jeweiligen Disziplin
- Staffel: inklusive Mixed- und Single-Mixed-Staffeln

| Platzierung | Einzel | Sprint | Verfolgung | Massenstart | Staffel | Gesamt |
| ----------- | ------ | ------ | ---------- | ----------- | ------- | ------ |
| 1. Platz    |        | 3      |            |             | 5       | 8      |
| 2. Platz    | 1      | 1      | 2          | 1           | 5       | 10     |
| 3. Platz    | 1      | 2      | 2          |             | 5       | 10     |
| Top 10      | 6      | 13     | 11         | 6           | 19      | 55     |
| Punkteränge | 22     | 49     | 51         | 24          | 25      | 171    |
| Starts      | 37     | 107    | 77         | 24          | 25      | 270    |